# Ницца-ди-Сицилия
Ницца-ди-Сицилия (итал. Nizza di Sicilia) — коммуна в Италии, располагается в регионе Сицилия, подчиняется административному центру Мессина.
Население составляет 3521 человек, плотность населения составляет 271 чел./км². Занимает площадь 13 км². Почтовый индекс — 98026. Телефонный код — 0942.
Покровителем коммуны почитается святой Иосиф Обручник. Праздник ежегодно празднуется 19 марта.